# Вингаяхінське нафтогазове родовище
Вингаяхінське нафтогазове родовище — одне з родовищ на півночі Тюменської області (Росія). Розташоване у 565 км на південний схід від Салехарду.

## Геологічна інформація
Родовище, яке належить до Надим-Пур-Тазівської нафтогазоносної області Західносибірської нафтогазоносної провінції, було відкрите у 1968 році. 
Всього виявлено 10 нафтових та 1 газовий поклад (останній знаходиться у відкладах сеноману). 
Колектори — пісковики з лінзовидними вкрапленнями глин.
Запаси газу Вингаяхінського родовища оцінюються у 100 млрд.м3, запаси нафти — у 88 млн.т.

## Розробка
Розробка нафтових покладів, яку наразі здійснює дочірня компанія «Газпромнафти», розпочалась у 1986 році. Станом на початок 21 століття тут було пробурено більше 700 експлуатаційних та нагнітальних свердловин (підтримка пластового тиску методом закачування води здійснюється з 1988 року). В 2015 році «Газпромнафта» розпочала на Вингаяхінському родовищі дослідні роботи, спрямовані на розробку найбільш ефективного способу розробки нетрадиційних запасів нафти у горизонтах баженівської світи.
Супутній газ Вингаяхінського родовища спрямовується на Вингапуровський газопереробний завод, запуск потужностей якого почався наприкінці 2000-х років.
До розробки запасів газу приступила в 2003 році компанія «Газпром». Особливістю облаштування родовища є те, що споруджені тут установка комплексної підготовки газу та дотисна компресорна станція використовуються також для обслуговування сусіднього Єти-Пурівського родовища. Видача продукції відбувається через перемичку до газопроводу Уренгой – Челябінськ.